# Neskowin
Neskowin es un lugar designado por el censo ubicado en el condado de Tillamook en el estado estadounidense de Oregón. En el año 2000 tenía una población de 169 habitantes y una densidad poblacional de 45.3 personas por km².

## Geografía
Neskowin se encuentra ubicado en las coordenadas 45°6′23″N 123°58′46″O / 45.10639, -123.97944.

## Demografía
Según la Oficina del Censo en 2000 los ingresos medios por hogar en la localidad eran de $42,000 y los ingresos medios por familia eran $61,094. Los hombres tenían unos ingresos medios de $27,500 frente a los $61,250 para las mujeres. La renta per cápita para la localidad era de $26,576. Alrededor del 8.1% de la población estaban por debajo del umbral de pobreza.